# Valinaces II Siuni
Valinaces II (em armênio/arménio: Վալինակ Բ; romaniz.: Valinak II) foi um nacarar da família Siuni que governou Siúnia no começo do século V. Era filho de Antíoco II e irmão de Babico I, Farranzém e possivelmente uma irmã de nome incerto, que casar-se-ia com Vasaces I Mamicônio. Sucedeu Samo Gentúnio no trono da província e reteve-o entre 404-413. Durante seu reinado, o culto aos ídolos voltou a ser praticado em Siúnia, e ele auxiliou Mesrobes Mastósio a pregar o evangelho na província.